# Ectophasia campestris
Ectophasia campestris là một loài ruồi trong họ Tachinidae.